# وجیه الکاشف
وجیه الکاشف (انگلیسی: Wagih El-Kashef؛ ۵ فوریه ۱۹۰۹ – ۱۹۷۳ (۶۳−۶۴ سال)) یک بازیکن فوتبال اهل مصر بود.

## تیم ملی
وی عضو تیم ملی فوتبال مصر در جام جهانی فوتبال ۱۹۳۴ بوده است.